# 몬테플라타주

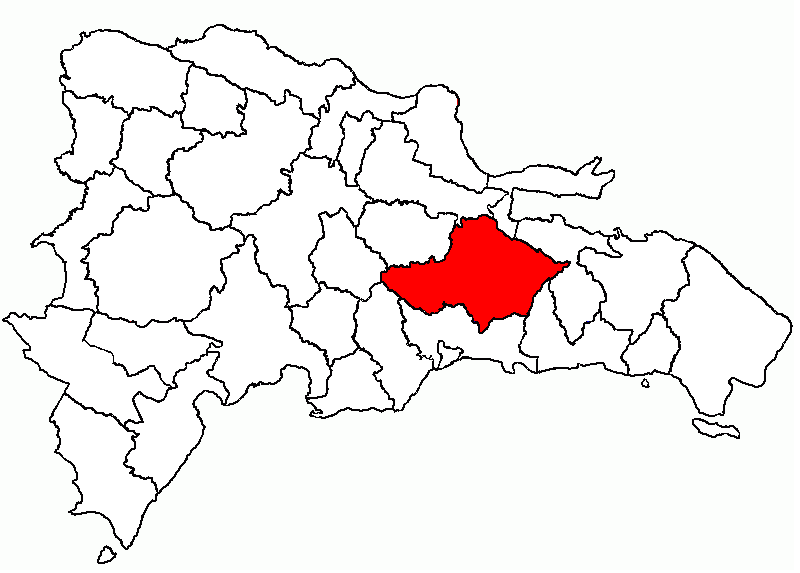
몬테플라타 주의 위치

몬테플라타주(스페인어: Monte Plata)는 도미니카 공화국 동부에 위치한 주로 주도는 몬테플라타이며 면적은 2,632.14km2, 인구는 222,641명(2014년 기준)이다. 1992년 산크리스토발 주에서 분리되어 신설되었다.
서쪽으로는 산크리스토발 주와 산체스라미레스 주, 북쪽으로는 두아르테 주와 사마나 주, 동쪽으로는 아토마요르 주와 산페드로데마코리스 주, 남쪽으로는 산토도밍고 주와 접한다. 5개 지방 자치체와 6개 지구를 관할한다.